# IQIYI
iQIYI (chinês simplificado: 爱奇艺, pinyin: Ài qí yì), anteriormente Qiyi (chinês simplificado: 奇艺, pinyin: Qí yì), é uma plataforma de streaming com sede em Pequim, China, lançada em 22 de abril de 2010.

## Visão geral
Atualmente, o iQIYI é um dos maiores sites de vídeo on-line do mundo, com quase 6 bilhões de horas gastas em seu serviço a cada mês e mais de 500 milhões de usuários ativos mensais . Em 29 de março de 2018, a empresa emitiu seu IPO (oferta pública inicial) nos EUA e levantou US $ 2,25 bilhões. iQiyi é usado pelo Escritório de Assuntos Chineses de Taiwan para promover os esforços da Frente Unida (China) . Em resposta, os legisladores de Taiwan estão considerando uma lei que proibiria a empresa de operar na ilha.

## História
O iQiyi foi fundado em 22 de abril de 2010 pela Baidu, a empresa por trás do maior mecanismo de pesquisa on - line da China, com o apoio da Providence Equity Partners . Ele mudou seu nome para iQiyi em novembro de 2011. Em 2 de novembro de 2012, o Baidu comprou a participação da Providence e assumiu 100% da propriedade do site. Em 7 de maio de 2013, o Baidu comprou o negócio de vídeo on-line da PPStream Inc. por US $ 370 milhões, que se tornou uma subsidiária da iQiyi. Em 17 de julho de 2014, o site lançou sua divisão de produção de filmes, iQiyi Motion Pictures, para expandir os projetos cooperativos existentes com colegas estrangeiros, incluindo a compra de lançamentos e a coprodução de filmes. Em 4 de setembro, o iQiyi cooperou com o Festival de Cinema de Veneza, transmitindo online os filmes do festival. Em agosto de 2014, o iQiyi gerou mais de 6,95 bilhões de horas de visualização em seu site. Em outubro, o iQiyi participou do Festival de Cinema de Busan, assinando direitos exclusivos para quase 100 títulos sul-coreanos. Em 19 de novembro de 2014, a Xiaomi e a Shunwei Capital investiram US $ 300 milhões no iQiyi por cerca de 10% a 15% do site, enquanto o Baidu investiu outros US $ 100 milhões e detinha cerca de 80%.
Em 8 de dezembro de 2014, o diretor de conteúdo da iQiyi, Ma Dong, disse que o portal planejava mais que dobrar a produção original em 2015, com pelo menos 30 títulos e 500 episódios na lista, contra 13 em 2014. Em 2015, a iQiyi comprou os direitos de transmissão para oito principais programas de entretenimento na China continental e vários programas de entretenimento em Taiwan e Coréia do Sul, incluindo Running Man . Em março de 2016, anunciou o lançamento em Taiwan . Em junho de 2016, informou que tinha 20 milhões de assinantes.
Em 25 de abril de 2017, a Netflix (que não opera diretamente na China) anunciou que havia alcançado um acordo de licenciamento com o iQiyi, segundo o qual algumas produções originais do Netflix estariam disponíveis no dia e data do iQiyi com suas estreias no mundo todo.
Em novembro de 2018, a iQiyi anunciou que estava arrecadando dinheiro novo ao sentir o aperto devido ao aumento dos custos de conteúdo. O negócio de vídeo disse que emitirá US $ 500 milhões em notas conversíveis sênior. O produto da oferta será destinado a investimentos em conteúdo e tecnologia, além de transações de chamadas limitadas para reduzir a possível diluição para os acionistas na conversão das notas.
Em agosto de 2019, a iQiyi soft lançou o aplicativo iQIYI multilíngue e disponível globalmente, que fornece idiomas locais como inglês, tailandês, bahasa da Malásia, vietnamita e indonésio . A empresa recentemente expandiu sua presença internacional e lançou o iq.com para usuários globais.
Em abril de 2020, investidores ativistas, incluindo a Muddy Waters Research, acusaram a iQiyi de exagerar sua receita e assinantes.

## Recepção
De acordo com a iResearch, uma empresa de pesquisa de mercado terceirizada amplamente citada, em outubro de 2014, o iQiyi e o PPS tinham um total de 202,18 milhões de visualizadores para celular que assistiam conteúdo por 600,62 milhões de horas nessas plataformas, com vídeos para celular atingindo um total de 308,17 milhões espectadores de celular que assistiram ao conteúdo por um total de 1176,44 milhões de horas nessas plataformas. O total de visualizações de vídeo atingiu 500 milhões. Cada visualizador assistiu ao conteúdo por uma média de 229,05 minutos em outubro.  Em meados de 2015, o site tinha 5 milhões de assinantes, no final de 2015 / início de 2016 tinha mais de 10 milhões e em junho de 2016, 20 milhões.
A iQiyi comprou direitos chineses exclusivos para o show sul-coreano de sucesso My Love from the Star, que até o momento foi visto 2,7 bilhões de vezes.
Em 2014, a iQiyi co-produziu e distribuiu o drama Mysterious Summer com a grande emissora japonesa Fuji TV . Foi a primeira coprodução de drama entre China e Japão e foi vista mais de 60 milhões de vezes em outubro de 2014.

## Artista de gravação
Grupos
- Nine percent
- UNINE
- THE9

## Canal de TV
- Astro CH300